# Crenicichla nickeriensis
Crenicichla nickeriensis är en fiskart som beskrevs av Ploeg, 1987. Crenicichla nickeriensis ingår i släktet Crenicichla och familjen Cichlidae. Inga underarter finns listade i Catalogue of Life.